# 万昌镇
万昌镇，是中华人民共和国吉林省吉林市永吉县下辖的一个乡镇级行政单位。

## 行政区划
万昌镇下辖以下地区：
万昌镇社区、万昌村、玉华村、孤家子村、新立村、花家村、韩家村、施家村、新房子村、裴家村、沙家村、莲花村、吴家村、西将军村、东将军村、康家村、暖泉子村和狼头村。

## 特产
万昌大米：中国地理标志产品。